# Conus armadillo
Conus armadillo é uma espécie de gastrópode do gênero Conus, pertencente à família Conidae.